# Braunschweig Hauptbahnhof

Braunschweig Hauptbahnhof, 1,6 Kilometer südöstlich der Braunschweiger Innenstadt gelegen, wurde am 1. Oktober 1960 eröffnet. Der Kreuzungsbahnhof mit acht Bahnsteiggleisen ersetzte den spätklassizistischen Alten Bahnhof, einen Kopfbahnhof südlich der Altstadt. Als Beispiel der modernen Architektur der 1950er Jahre steht das Empfangsgebäude unter Denkmalschutz. 
Mit über 63.000 Fahrgästen täglich ist er der am zweithäufigsten genutzte Bahnhof Niedersachsens. An Spitzentagen werden bis zu 110.000 Fahrgäste gezählt. Über 25.000 Fahrgäste nutzen den Bahnhof für den städtischen Pendelverkehr und über 38.000 für den Regional- und Fernverkehr.

## Geschichte

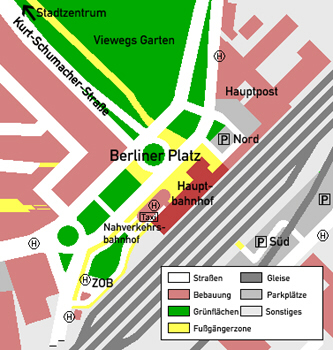
Lageplan des Hauptbahnhofes

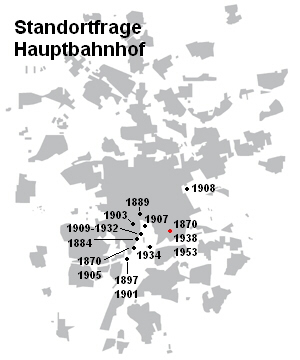
Standortfrage

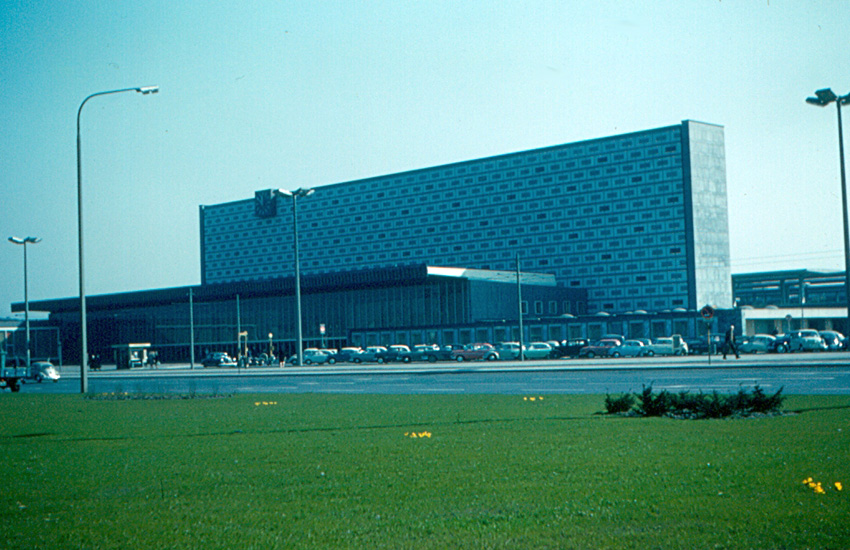
Der Hauptbahnhof kurz nach der Eröffnung (1961)

### Ostbahnhof
An der Stelle des heutigen Hauptbahnhofs und seines Geländes befand sich ursprünglich der Braunschweiger Ostbahnhof. Dieser wurde 1871 eröffnet, zunächst Bahnhof St. Leonhard genannt und am 1. August 1889 umbenannt. Der Ostbahnhof diente vor allem dem Güterverkehr und wurde zum Rangieren genutzt.

### Standort eines neuen Hauptbahnhofs
Aufgrund des wachsenden Verkehrsaufkommens der Nachkriegszeit wurde der Bedarf nach einem neuen Hauptbahnhof immer dringender, Bau und Lage des alten Braunschweiger Kopfbahnhofs waren schon lange unvorteilhaft und nicht mehr zeitgemäß. Man entschloss sich zum Bau eines neuen Durchgangsbahnhofs im heutigen Stadtquartier Viewegsgarten südöstlich des Zentrums und nahm dabei die Planungen zur Verlegung aus den 1930er Jahren wieder auf.
Bereits in den 1930er Jahren begann man mit dem Verlegen der Gleise für den neuen Hauptbahnhof. Der endgültige Standort war ein Kompromiss, mit dem die Kosten und der abzureißende Bestand so gering wie möglich gehalten wurden.
Erste Überlegungen und Entwürfe für einen neuen Bahnhof gab es bereits 1870 im Stadterweiterungsplan von Carl Tappe. Schon damals wurde der heutige Standort favorisiert.
Mehrere Planungen von 1870 bis 1934, u. a. der Rincklake'sche Bahnhofsplan von 1889, sahen einen neuen Bahnhof im Bereich des heutigen Messegeländes in der Nähe von Eisenbüttel bzw. zwischen Eisenbüttel und dem alten Bahnhof vor. 1889 wurde ein um 180 Grad gedrehter Bahnhof am selben Standort vorgeschlagen. Eine andere außergewöhnliche Überlegung war die Idee von 1908, den künftigen Hauptbahnhof in Nord-Süd-Richtung an das Ende der heutigen Jasperallee zu setzen. Diese Idee fand jedoch wenig Anklang, da man an dieser Stelle ein intaktes bürgerliches Wohnquartier hätte durchtrennen müssen.
Über Jahre hinweg konnte keine Einigung erzielt werden. Der Umbau des alten Bahnhofs wurde abgelehnt, da er höhere Kosten fordern würde als der Bau eines neuen Bahnhofs. Die Überlegungen für einen neuen Durchgangsbahnhof stellten sich als schwierig dar, da Braunschweig bereits zum Ende des 19. Jahrhunderts um die Altstadt herum dicht bebaut war. So hätte man auch nur mit großem Aufwand eine neue Gleistrasse festlegen können.
Zwischen 1909 und 1932 gab es konkrete Planungen für einen neuen Durchgangsbahnhof im Bereich des heutigen Messegeländes, also südlich des alten Bahnhofs. Die Planungen waren soweit vorangeschritten, dass sogar Pläne und Konzepte für die Gestaltung des Stadtraums erarbeitet wurden. Nördlich vor dem Bahnhof sollte der Kaiser-Wilhelm-Platz entstehen. Vom Kaiser-Wilhelm-Platz aus sollte eine neue breite Hauptstraße in Nord-Süd-Richtung den neuen Bahnhof mit der Altstadt verbinden. Auf den Plänen wurde auch bereits nordöstlich des Bahnhofs und des Platzes Wohnbaugebiet ausgewiesen. Für die Realisierung hätten jedoch für die Gleise östlich des Bahnhofs wahrscheinlich der Südteich im Bürgerpark mit Erde aufgeschüttet und Teile der Industriegebäude (Feldschlößchen-Brauerei etc.) an der heutigen Böcklerstraße abgerissen werden müssen.
1938 wurde jedoch wieder der Entwurf von 1870 diskutiert, die ersten Planungen begannen, Gleise wurden verlegt. Der Zweite Weltkrieg führte zum vorzeitigen Ende der Arbeiten. In den 1950er Jahren wurden die Planungen wieder aufgenommen und man entschied sich 1953 dazu, den 1938 geplanten Standort beizubehalten.

### Planung
1956 wurden Verträge zwischen der Stadt Braunschweig, der Deutschen Bundesbahn und der Braunschweigischen Staatsbank zum Bau des Durchgangsbahnhofs abgeschlossen. Im Mai 1956 wurde ein Ideenwettbewerb für den neuen Hauptbahnhof ausgeschrieben, 51 Vorschläge wurden eingereicht. Am 28. Mai 1956 begannen die Erdarbeiten für den Bahnsteigtunnel. Am 27. Juni 1956 wurde durch das Preisgericht das Ergebnis des Architektenwettbewerbs verkündet. Es wurden zwei zweite Preise an Bundesbahnoberrat Erwin Dürkop in Hannover und an J. Kiesewetter in Bayreuth vergeben.

### Bau

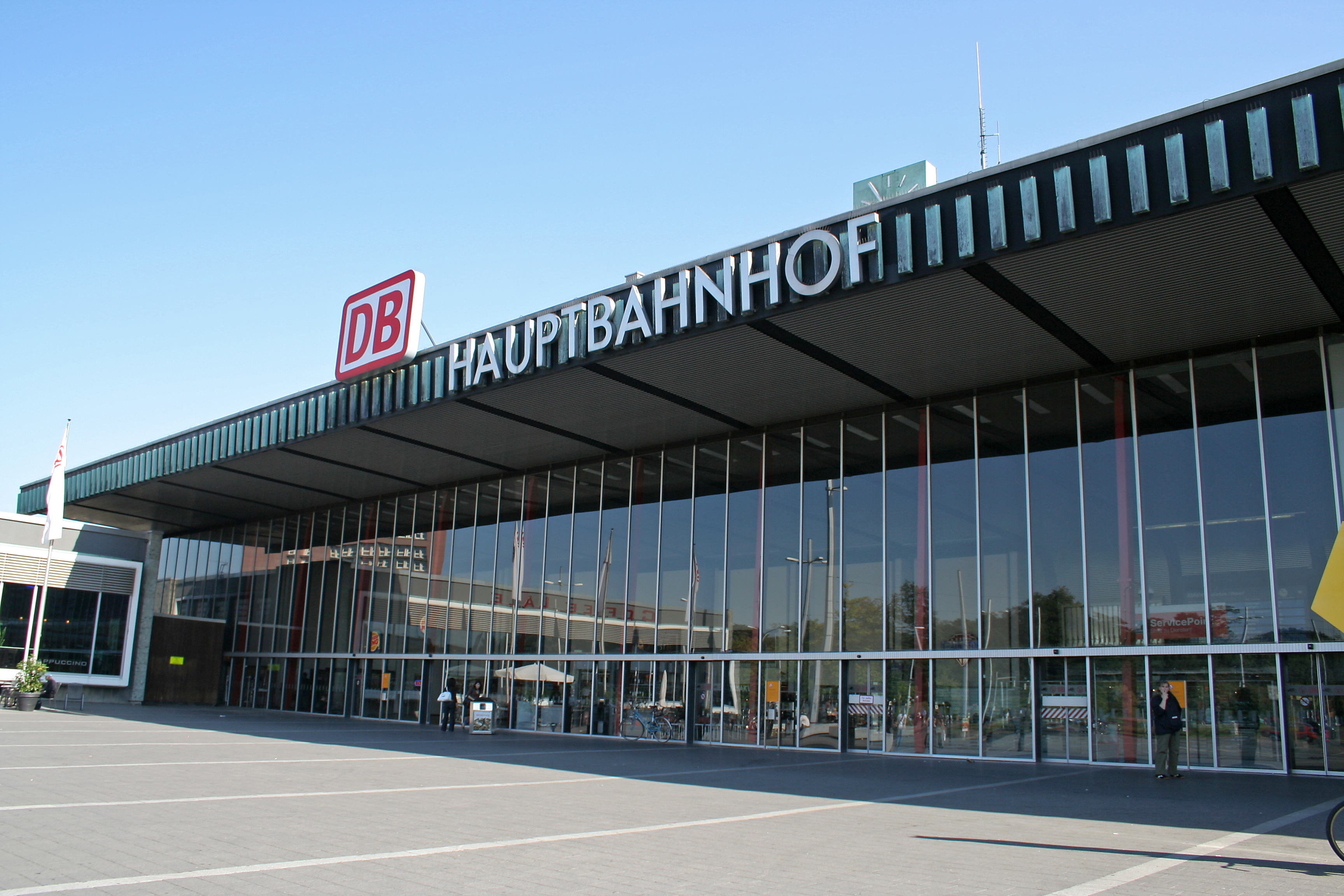
Eingangsbereich

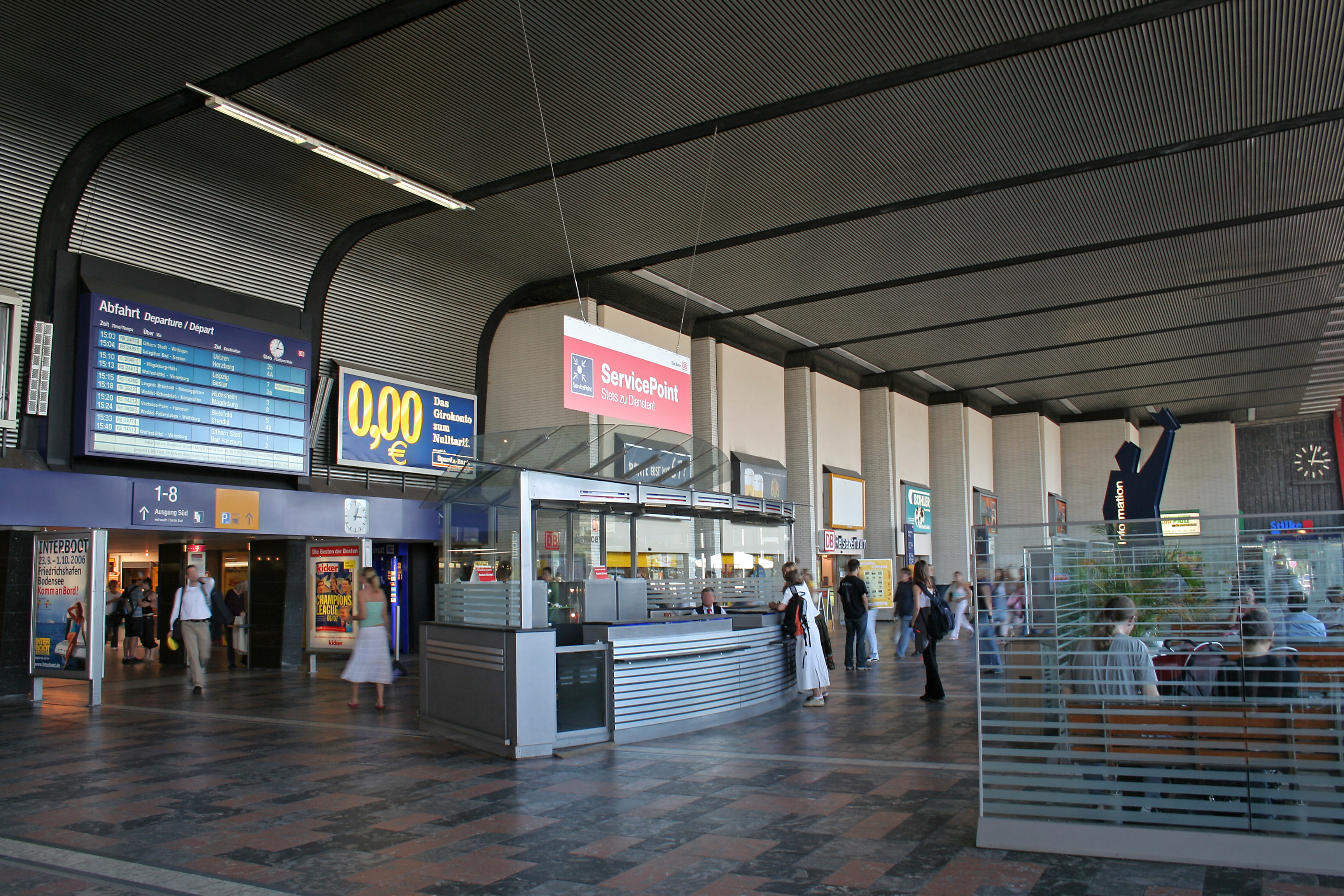
Empfangshalle

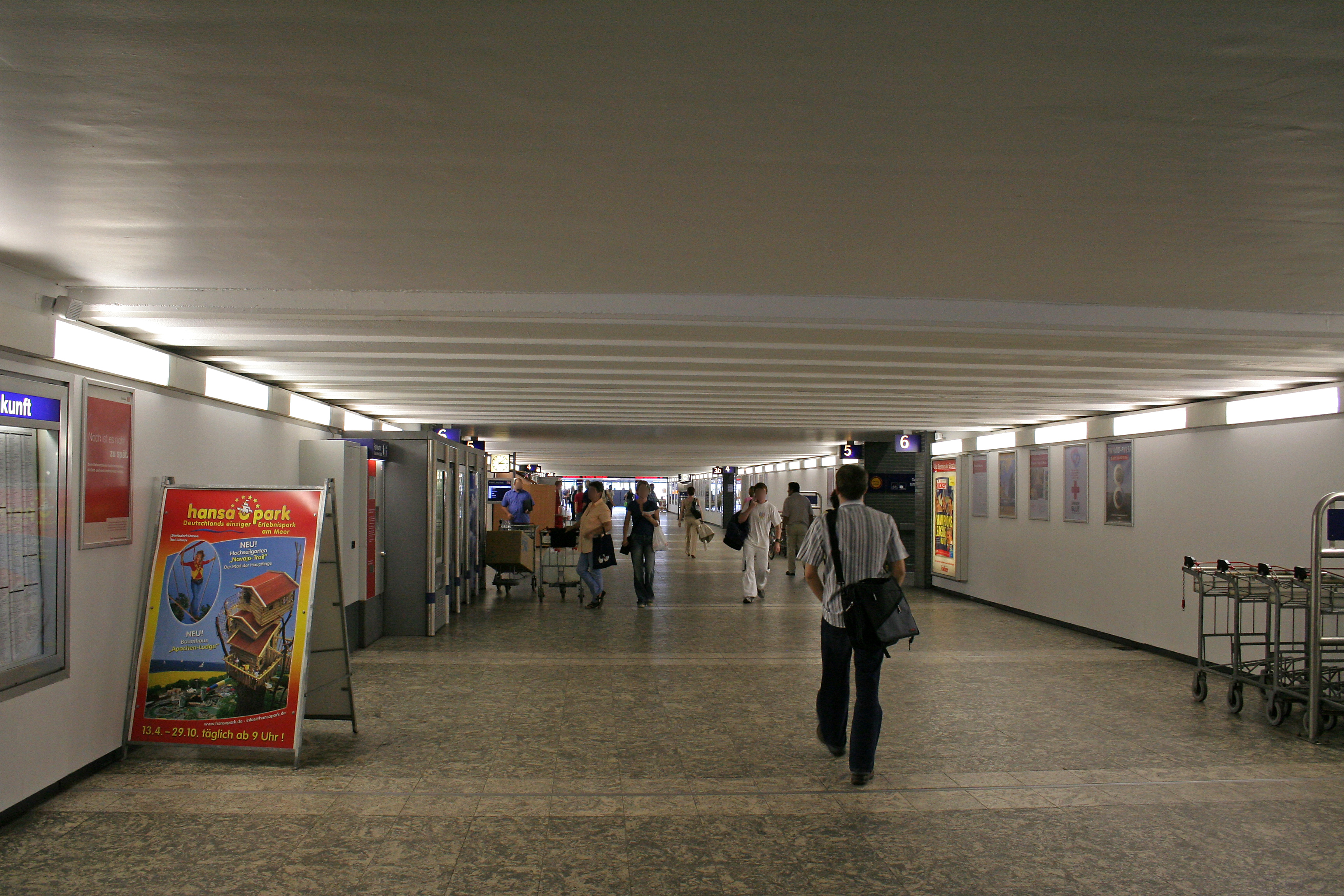
Unterführung vor der Umgestaltung

Der erste Spatenstich für den Neubau wurde am 19. Februar 1957 durch den damaligen Bundesverkehrsminister Hans-Christoph Seebohm vollzogen. Am 7. November 1958 wurde der Bahnsteigtunnel fertiggestellt, am 21. November 1958 wurde das Richtfest gefeiert.
Am 24. März 1959 erfolgte die Grundsteinlegung für das Empfangsgebäude, und am 15. Oktober 1959 fand sein Richtfest statt. Nach dreijähriger Bauzeit und zehnjähriger Planungszeit wurde der neue Braunschweiger Hauptbahnhof am 1. Oktober 1960 eröffnet. Vorbild war der Bahnhof Roma Termini in Rom.

### Nutzung
Der Hauptbahnhof ist seit 1979 an das InterCity-Netz und seit 1993 an das ICE-Netz angeschlossen. Im Mai 1993 fuhr zum ersten Mal ein RegionalExpress von Braunschweig nach Magdeburg.
Seit 1993 steht das Empfangsgebäude unter Denkmalschutz.
Am 25. und 26. Oktober 2003 wurde ein neues elektronisches Stellwerk in Betrieb genommen, das zwischen Groß Gleidingen (ausschließlich) und Weddel (einschließlich) 84 Weichen und 102 Signale steuert und aus der Betriebszentrale Hannover ferngesteuert wird.
Bis 2010 bestand die einzige Möglichkeit, im Braunschweiger Bahnhof mit einem Fahrrad, Kinderwagen oder Rollstuhl zu den Bahnsteigen zu gelangen, im ehemaligen Posttunnel der Bahnpost außerhalb der Bahnhofshalle am östlichen Bahnsteigende. Dessen Benutzung war jedoch (zumindest ohne Begleitung durch Bahnpersonal) durch Schilder untersagt. Fahrräder und Kinderwagen konnten alternativ auch einfach über die Treppen getragen werden. Bei Heimspielen von Eintracht Braunschweig wurde dieser Tunnel hin und wieder genutzt, um Gästefans (von der Polizei eskortiert) auf den Parkplatz und mit den dort wartenden Shuttle-Bussen zum Eintracht-Stadion zu transportieren. Die gegnerischen und teilweise rivalisierenden Fans liefen somit nicht durch die Bahnhofshalle und kamen nicht mit den heimischen Fußballanhängern in Kontakt. Die Zugänge von den Bahnsteigen zum Posttunnel wurden im Zuge der Bahnhofssanierung 2023 verfüllt und können seitdem nicht mehr genutzt werden.
Zunächst wurden nur zu den Bahnsteigen 3/4, 5/6 und 7/8 drei Aufzüge eingebaut, indem man einen Teil des Raums der östlichen Treppen nutzte. Nachdem die RegioStadtBahn-Planungen nicht mehr umgesetzt werden, wurde auch der Bahnsteig 1/2 entsprechend nachgerüstet, nun ist zu allen Bahnsteigen jeweils ein Aufzug vorhanden.
Im August 2020 genehmigte das Eisenbahn-Bundesamt die Stilllegung einer Reihe von Gleisen im Bahnhof.

### Umgebung
Im Umfeld des neuen Hauptbahnhofs begannen umfangreiche Bauarbeiten. Wesentliche Ziele waren die Realisierung der Weiterführung des Wilhelminischen Rings, einer ringförmigen Straßenanlage, die im 19. Jahrhundert von Ludwig Winter geplant wurde, der Bau eines Bahnhofplatzes und der Bahnhofstraße, die den neuen Bahnhof mit dem knapp 2 Kilometer entfernten Zentrum der Stadt verbinden sollte. Im Zuge dieser Maßnahmen wurden ab August 1958 für eine autogerechte Stadt die Häuser an der Heitbergstraße abgerissen, um der neuen Straßenführung Platz zu schaffen. Im Februar 1960 folgte der Abbruch von Wohnhäusern am Friedrichsplatz. Vor dem Bahnhof entstand der Berliner Platz, welcher erst im Laufe der 1960er und 1970er Jahre umbaut wurde. Im Zuge der Verlegung des Hauptbahnhofs wurde auch das Hauptpostamt aus der Innenstadt an den Berliner Platz verlegt.
1970 wurde zwischen Hauptbahnhof und Hotel Atrium eine Fußgängerüberführung über den Berliner Platz fertiggestellt (Freigabe am 15. Juni 1970, 1999 abgebrochen), mit ihr wurde eine Schänke errichtet.
In den folgenden Jahren wurde das Bahnhofsviertel erneut in Sanierungsmaßnahmen einbezogen. Der erste Abschnitt wurde 1992 abgeschlossen, der zweite im Juni 2006.

### Nahverkehrsterminal
Von 1999 bis 2000 entstand zur Expo 2000 ein Nahverkehrsterminal direkt vor dem Empfangsgebäude. Die Einweihung der mit einer 100 Meter langen Überdachung wettergeschützten Anlage erfolgte im Mai 2000. Gleichzeitig wurden die ersten Schienen (Normalspur-Zusatzgleis) für die geplante normalspurige RegioStadtBahn im Bereich des Hauptbahnhofs verlegt. Am Nahverkehrsbahnhof sollten zusätzlich ab etwa 2014 die Linien 1, 2, 3 und 10 der RegioStadtBahn halten. Sie sollten in der ersten Ausbaustufe den Hauptbahnhof mit dem Nordbahnhof und mit Salzgitter, Goslar, Bad Harzburg, Schöppenstedt, Gifhorn und Uelzen verbinden. Die Züge der geplanten RegioStadtBahn sollten zwei zurzeit nicht genutzten Bahnsteige im Nahverkehrsbahnhof nutzen, die bislang noch über keinen Gleisanschluss verfügen. Der Anschluss an das Schienennetz der DB sollte in unmittelbarer Nähe über eine Rampenauf- bzw. -abfahrt auf den Bahndamm erfolgen. Die Pläne für die RegioStadtBahn wurden im Jahr 2010 aufgegeben.
2005 wurde eine neue Straßenbahnverbindung über den Heinrich-Büssing-Ring zum Hauptbahnhof eröffnet. Sie verbindet den Hauptbahnhof mit den Stadtteilen Heidberg, Melverode und Stöckheim im Süden Braunschweigs. Der neue Streckenast nach Stöckheim wurde am 15. Oktober 2006 in Betrieb genommen.

## Verkehrsanbindung

### Regionalverkehr
Braunschweig Hbf wird von folgenden Linien bedient:
| Linie                    | Strecke                                                                                       | Takt                                 | Betreiber       | Fahrzeuge im Regelbetrieb           | KBS |
| ------------------------ | --------------------------------------------------------------------------------------------- | ------------------------------------ | --------------- | ----------------------------------- | --- |
| RE 50                    | Wolfsburg Hbf – Braunschweig Hbf – Lengede – Hoheneggelsen – Hildesheim Hbf                   | 60 min 30 min (WOB–BS)               | metronom (enno) | Alstom Coradia Continental          | 313 |
| RE 60                    | Braunschweig Hbf – Peine – Hannover Hbf – Minden (Westf) – Melle – Osnabrück Hbf – Rheine     | 120 min                              | Westfalenbahn   | Stadler KISS                        | 310 |
| RE 70                    | Braunschweig Hbf – Peine – Hannover Hbf – Minden (Westf) – Herford – Bielefeld Hbf            | 120 min 60 min (H–BS zusätzlich)     | Westfalenbahn   | Stadler KISS                        | 310 |
| RB 40                    | Braunschweig Hbf – Helmstedt – Magdeburg Hbf – Burg                                           | 60 min                               | DB Regio Südost | Baureihe 146 mit 3 Doppelstockwagen | 310 |
| RB 42                    | Braunschweig Hbf – Wolfenbüttel – Vienenburg – Bad Harzburg Flügelung mit RB 43 in Vienenburg | 60 min                               | erixx           | Baureihe 622                        | 353 |
| RB 43                    | Braunschweig Hbf – Wolfenbüttel – Vienenburg – Goslar Flügelung mit RB 42 in Vienenburg       | 60 min                               | erixx           | Baureihe 622                        | 353 |
| RB 44                    | Braunschweig Hbf – Salzgitter-Thiede – Salzgitter-Immendorf – Salzgitter-Lebenstedt           | 60 min                               | DB Regio Nord   | Baureihe 648                        | 352 |
| RB 45                    | Braunschweig Hbf – Wolfenbüttel – Schöppenstedt                                               | 60 min (einzelne Verstärker zur HVZ) | DB Regio Nord   | Baureihe 648                        | 312 |
| RB 46                    | Braunschweig Hbf – Salzgitter-Ringelheim – Seesen – Osterode – Herzberg                       | 60 min                               | DB Regio Nord   | Baureihe 648                        | 358 |
| RB 47                    | Braunschweig Hbf – Gifhorn – Wittingen – Uelzen                                               | 60 min                               | erixx           | Baureihe 622                        | 115 |
| RB 48                    | Braunschweig Hbf – Salzgitter-Thiede – Salzgitter-Lebenstedt                                  | 60 min (Mo–Fr)                       | DB Regio Nord   | Baureihe 648                        | 352 |
| Stand: 12. Dezember 2021 |                                                                                               |                                      |                 |                                     |     |

### Fernverkehr
Braunschweig ist mit jeweils zwei ICE- und Intercity-Linien an das Fernverkehrsnetz der Deutschen Bahn angeschlossen. Die ICE-Linien 12 und 13 verdichten sich auf der Strecke Berlin–Frankfurt (Main) gemeinsam zu einem Stundentakt, während die Intercity-Linien 55 und 56 abwechselnd die Strecke Leipzig–Hannover befahren, so dass auch hier ein Stundentakt entsteht.
| Linie                | Strecke | Taktfrequenz             | Fahrzeuge im Regelbetrieb                |
| -------------------- | --- | ------------------------ | ---------------------------------------- |
| ICE 11               | Berlin Hauptbahnhof – Magdeburg – Braunschweig – Göttingen – Kassel-Wilhelmshöhe – Würzburg – München                                                                                                 | ein Zug pro Woche nachts | ICE1 (Baureihe 401), ICE4 (Baureihe 412) |
| ICE 12               | Berlin Ostbahnhof – Berlin Hauptbahnhof – Braunschweig – Göttingen – Fulda – Frankfurt am Main – Mannheim – Karlsruhe – Offenburg – Freiburg – Basel Badischer Bahnhof – Basel SBB (– Interlaken Ost) | Zweistundentakt          | ICE4 (Baureihe 412)                      |
| ICE 13               | Berlin Ostbahnhof – Braunschweig – Göttingen – Kassel-Wilhelmshöhe – Fulda – Frankfurt Süd – Frankfurt Flughafen                                                                                      | Zweistundentakt          | ICE1 (Baureihe 401)                      |
| IC 55                | Dresden – Riesa – Leipzig – Halle – Magdeburg – Braunschweig – Hannover – Bielefeld – Hamm – Dortmund – Wuppertal – Solingen – Köln – Bonn – Mainz – Mannheim – Heidelberg – Stuttgart (– Offenburg)  | Zweistundentakt          | Baureihe 146.5 + IC2-Wendezug            |
| IC 56                | Leipzig – Halle – Magdeburg – Braunschweig – Hannover – Bremen – Oldenburg – Leer – Emden | Zweistundentakt          | Baureihe 146.5 + IC2-Wendezug            |
| FLX 11               | Wiesbaden – Mainz – Frankfurt-Flughafen – Frankfurt-Süd – Offenbach – Hanau – Fulda – Kassel-Wilhelmshöhe – Göttingen – Hildesheim – Braunschweig – Wolfsburg – Berlin-Spandau – Berlin Hauptbahnhof  | 3 Zugpaare pro Woche     | Bmmz264, Bmmdz268 + E-Lok                |
| FLX 11               | Stuttgart – Heidelberg – Darmstadt – Frankfurt-Süd – Offenbach – Hanau – Fulda – Kassel-Wilhelmshöhe – Göttingen – Hildesheim – Braunschweig – Wolfsburg – Berlin-Spandau – Berlin                    | 1 Zugpaar pro Woche      | Bmmz264, Bmmdz268 + E-Lok                |
| Stand: Dezember 2022 | |                          |                                          |

Abseits der Taktverbindungen verbinden einzelne Züge Braunschweig mit:
- Düsseldorf, Bonn, Koblenz, Mainz (IC 55)
- Norddeich Mole, Potsdam, Cottbus (IC 56)

### Nahverkehr

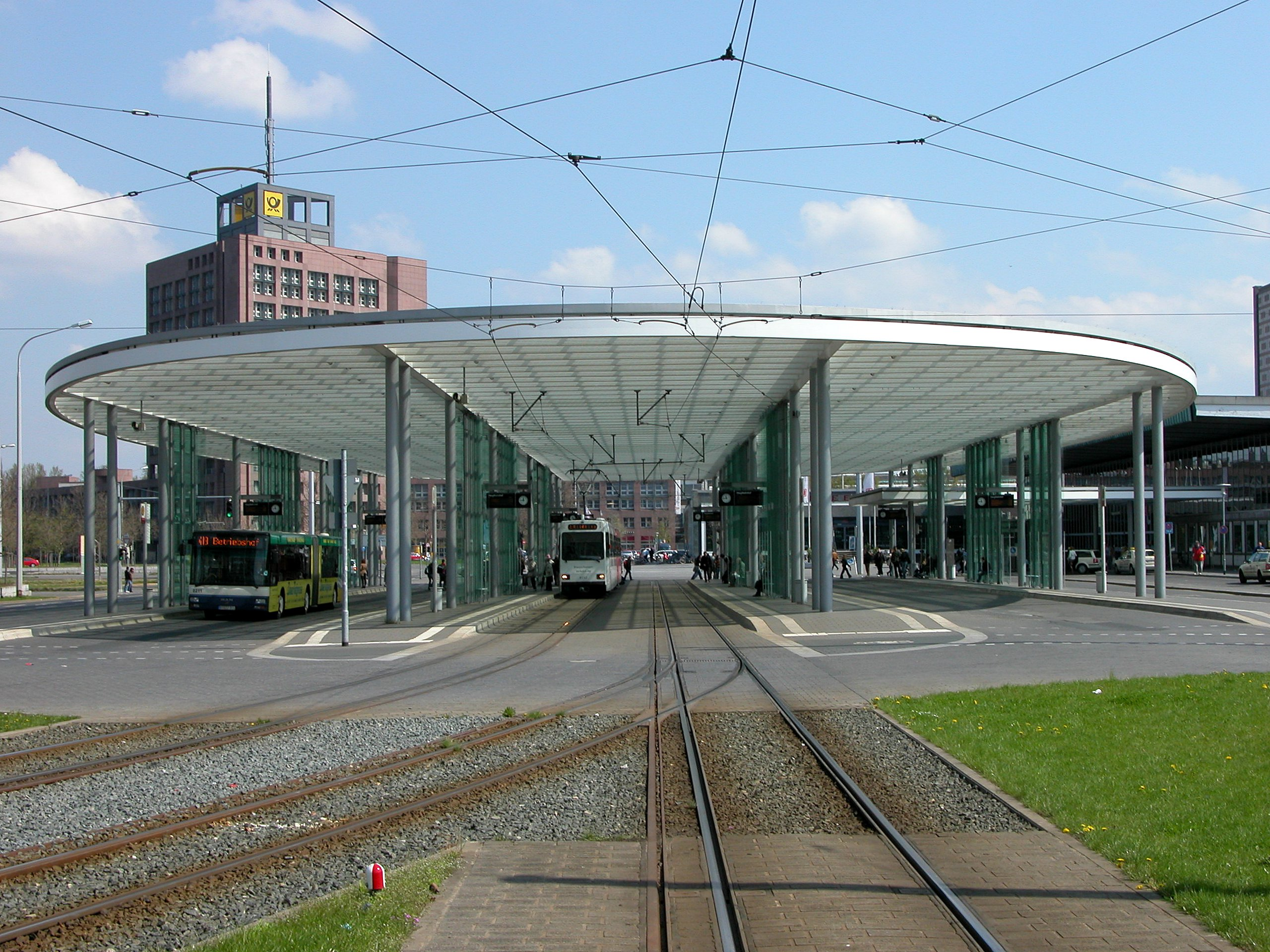
Nahverkehrsbahnhof mit Bus und Straßenbahn

Der Hauptbahnhof verfügt über Anbindungen und Umsteigemöglichkeiten mit folgenden Linien des Nahverkehrs:

#### Straßenbahn
1 Stöckheim – Heidberg – Hauptbahnhof – Rathaus – Stadion – Rühme – Wenden
2 Heidberg – Hauptbahnhof – Rathaus – Siegfriedviertel
5 Hauptbahnhof – Schloss – Europaplatz – Weststadt – Broitzem
10 Hauptbahnhof – Rathaus – Stadion – Rühme, Lincolnsiedlung

#### Bus
411 Mascherode / Helmstedter Str. – Südstadt – Bebelhof – Hauptbahnhof – Rathaus – Lehndorf – Kanzlerfeld – Lamme
419 Hauptbahnhof – Ostring – Westring – Cyriaksring – Am Jödebrunnen
420 Wolfenbüttel Bahnhof – Hauptbahnhof – Rathaus
422 Klinikum Salzdahlumer Str.- Bebelhof – Hauptbahnhof Süd – Stadtpark – Rathaus – Ölper Knoten – Lehndorf
426 Hauptbahnhof – Fr.-Wilhelm-Platz – Messegelände – Westring – Siegfriedviertel
430 Hauptbahnhof – Cremlingen – Veltheim – Destedt – Gardessen / Bornum
431 Helmstedter Straße – Rautheim – Stöckheim – Melverode – Heidberg – Hauptbahnhof – Fr.-Wilhelm-Platz – Madamenweg – Rudolfplatz – Lehndorf – Kanzlerfeld – PTB
436 Hauptbahnhof – Kastanienallee – Gliesmaroder Straße – Siegfriedviertel – Kralenriede – Flughafen
730 Wilhelmstr. – Hauptbahnhof – Sickte – Evessen (– Schöppenstedt)

## Architektur

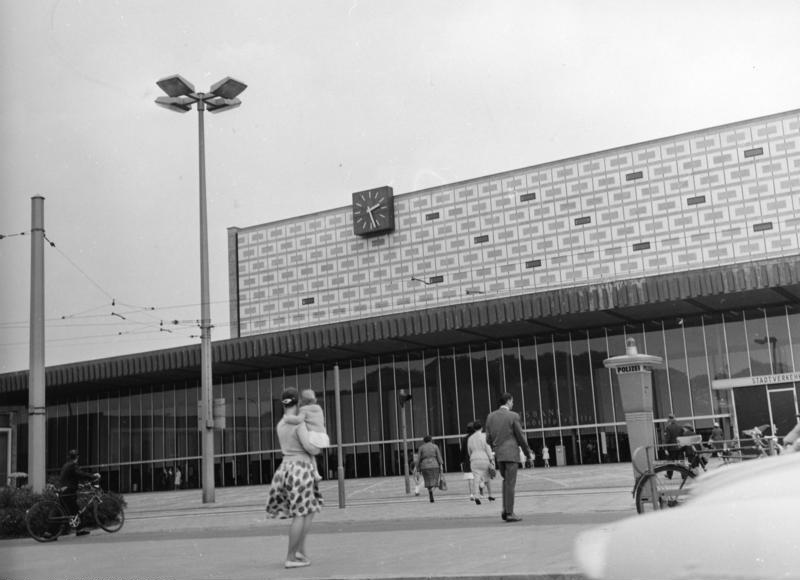
Hauptbahnhof 1961

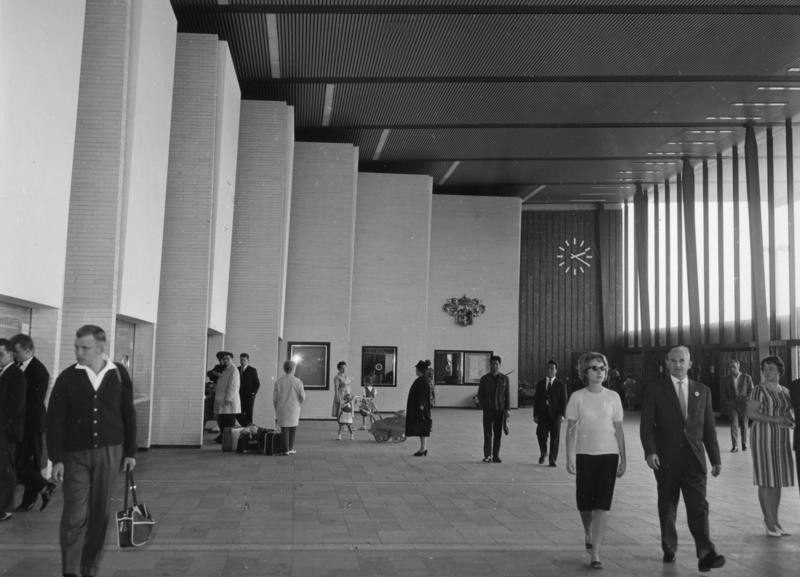
Hauptbahnhof 1961

Das achtgeschossige Bürogebäude des Empfangsgebäudes ist 98 m lang und 29 m hoch und bildet einen architektonischen Abschluss der Kurt-Schumacher-Straße.
Prägend sind die Kunst- und Natursteinfassade aus grünem Serpentinit mit Kupferelementen und die große Scheibenfassade im Eingangsbereich. Abgeschlossen wird das Gebäude links von einem Restaurantgebäude und rechts von einer Einzelhandelsfläche.
Oben an der linken Hälfte der Fassade des Bürogebäudes befindet sich eine analoge Uhr aus Kupfer. Über dem Eingangsbereich befindet sich das Logo der DB und der Schriftzug „HAUPTBAHNHOF“ aus Metall.

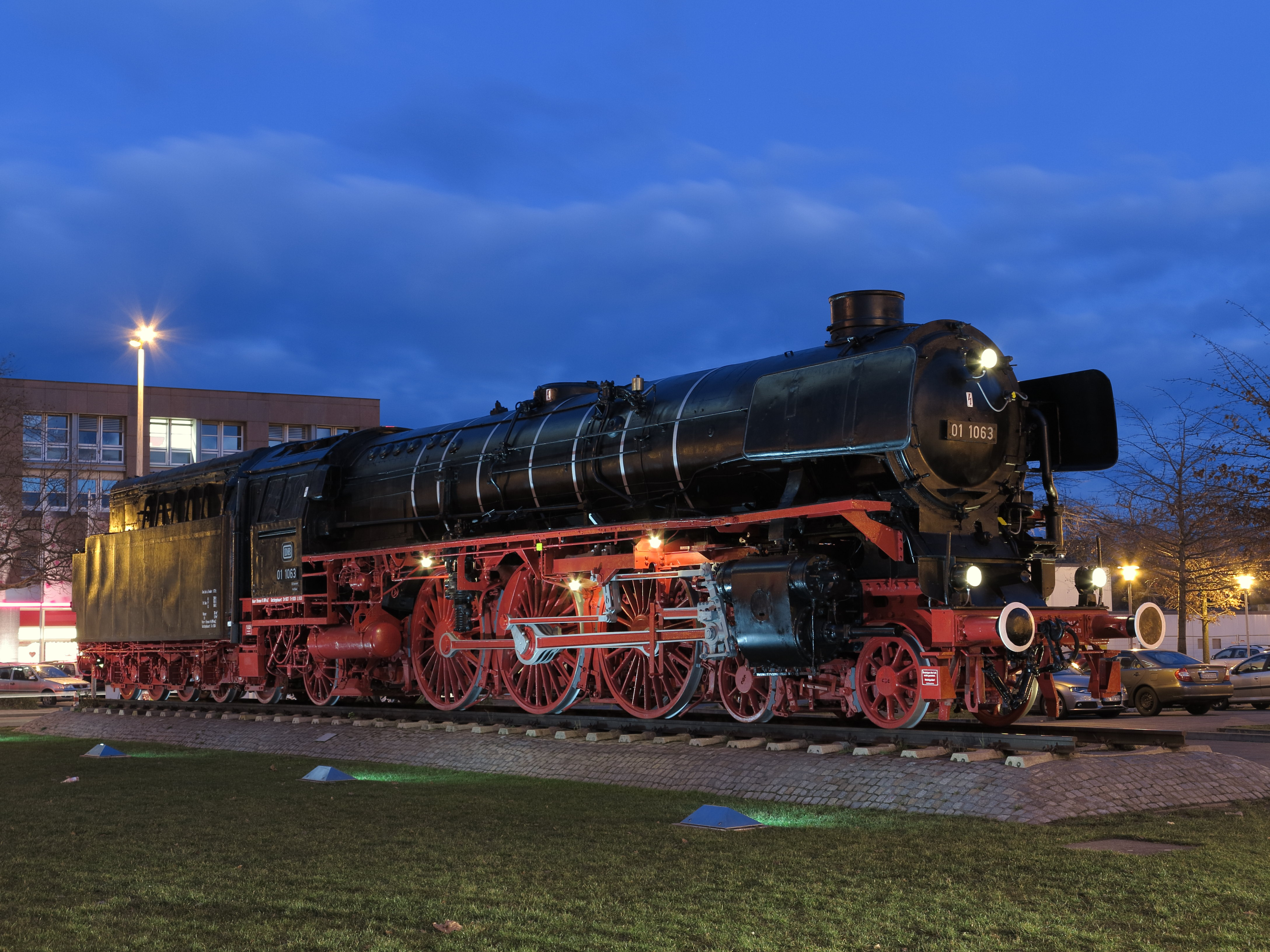
Denkmallokomotive 01 1063 im Januar 2014, nach erfolgter Restaurierung

## Sonstiges
- Ein 1959 in Berlin gestohlenes Rembrandt-Gemälde wurde am 22. Oktober 1961 nach einem anonymen Anruf in einem Schließfach des Hauptbahnhofs wieder aufgefunden.
- Zum 150-jährigen Bestehen der Eisenbahn in Deutschland fand am 1. Juni 1985 im Hauptbahnhof eine Veranstaltung mit Live-Sendung des Deutschlandfunks statt. 18.000 Menschen besuchten diese und den Ausstellungszug.
- Am 29. September 1996 erhielt der ICE 597 als erster ICE den Namen einer Universität, er wird nach der Technischen Universität Braunschweig „Carolo-Wilhelmina“ genannt.
- Die Gleise, die zum Hauptbahnhof führen, liegen im Stadtgebiet vorwiegend auf Bahndämmen. Teilweise wurden zu deren Aufschüttung Schutt und Trümmer der Altstadt verwendet, die im Zweiten Weltkrieg bei den Bombenangriffen auf Braunschweig bis zu 90 % zerstört wurde.
- Der Hauptbahnhof verfügt über insgesamt 850 Stellplätze für Fahrräder. Davon befinden sich 471 Stellplätze in der bewachten Radstation im Keller des Hauptbahnhofes. Weiterhin gibt es zwei kostenpflichtige PKW-Parkplätze (Hauptbahnhof Nord und Hauptbahnhof Süd) mit insgesamt 560 Parkständen.
- Die weißen Linien auf dem Bahnhofsvorplatz verlaufen zu den roten Stützpfeilern des Empfangsgebäudes und setzen sich in der Empfangshalle fort.
- Nördlich vor dem Bahnhofsgebäude steht seit April 1977 eine Dampflokomotive der Baureihe 01.10 (mit der Nummer 01 1063). Die Aufarbeitung dieser 1940 in Dienst gestellten Lokomotive nach ihrem Ausscheiden aus dem Plandienst war die letzte, die vom Ausbesserungswerk Braunschweig vor dessen Schließung 1977 durchgeführt wurde.[17]